# 슬로바키아 축구 국가대표팀
슬로바키아 축구 국가대표팀(슬로바키아어: Slovenská futbalová reprezentácia)은 슬로바키아를 대표하는 축구 국가대표팀이다. 슬로바키아 공화국 시절인 1939년 8월 27일 독일과의 첫 국제 경기를 치렀고 슬로바키아라는 이름으로는 1994년 2월 2일 아랍에미리트와의 국제 A매치 첫 경기를 치렀으며 현재 브라티슬라바에 위치한 테헬네 폴레를 홈 구장으로 사용하고 있다.

## 국제 대회 경력

### FIFA 월드컵
체코슬로바키아의 일부로 1990년 대회까지 출전했고 분리 독립 이후 20년만인 2010년 대회에서 사상 첫 월드컵 본선 진출에 성공한 슬로바키아는 본선 조 추첨식에서 디펜딩 챔피언 이탈리아, 2002년 대회 16강 진출팀인 파라과이 그리고 28년만에 월드컵 본선에 모습을 드러낸 뉴질랜드와 함께 F조에 편성되었다. 이후 첫 경기에서 뉴질랜드와 1-1로 비겼고 파라과이와의 2차전에서는 0-2로 패했지만 이탈리아와의 조별리그 최종전에서 3-2의 극적인 승리를 거두며 파라과이에 이어 조 2위로 사상 첫 16강 진출에 성공했다. 그러나 이 대회 준우승국인 네덜란드와의 16강전에서 1-2로 석패하면서 대회를 마감했다.

### UEFA 유럽 축구 선수권 대회
UEFA 유로 2016 예선 B조 10경기에서 7승 1무 2패를 기록하며 전 대회 챔피언 스페인에 이어 조 2위로 분리 독립 이후 사상 첫 유로 대회이자 6년만의 메이저 대회 본선 진출에 성공한 슬로바키아는 참가국이 24개로 늘어난 이 대회 본선에서 잉글랜드, 러시아, 웨일스와 B조에서 만났다. 이후 열린 웨일스와의 조별리그 첫 경기에서 1-2로 패했지만 러시아와의 2차전에서는 반대로 2-1로 승리를 가져갔다. 이어 잉글랜드와의 최종전에서는 득점없이 0-0으로 비기며 1승 1무 1패로 잉글랜드, 웨일스에 밀려 조 3위에 머물렀으나 와일드카드 자격으로 2010년 월드컵 이후 6년만에 다시 메이저 대회 16강 진출 티켓을 따냈다. 그러나 C조 1위팀인 독일에게 0-3의 완패를 당하면서 사상 첫 메이저 대회 8강 진출에는 실패했다.

## 기타 국제 대회 경력
킹스컵에서 2번의 우승을 차지했고 2000년 기린컵에서는 일본과 함께 공동 우승을 차지했으며 2000년 코파 시우다드 데 발파라이소에서 준우승을 차지했다. 또한 키프로스 4개국 친선 축구 대회에서 3위를 2번 차지했고 1994년 아랍에미리트에서 열린 친선 축구 대회에서도 3위에 입상했으며 1992년 상하이 4개국 친선 축구 대회에서 준우승을 차지했다.

## FIFA 월드컵(본선)
| FIFA 월드컵 본선 기록 | FIFA 월드컵 본선 기록             | FIFA 월드컵 본선 기록             | FIFA 월드컵 본선 기록             | FIFA 월드컵 본선 기록             | FIFA 월드컵 본선 기록             | FIFA 월드컵 본선 기록             | FIFA 월드컵 본선 기록             | FIFA 월드컵 본선 기록             | FIFA 월드컵 본선 기록             |
| 년도                  | 결과                              | 순위                              | 경기                              | 승                                | 무*                               | 패                                | 득점                              | 실점                              | 승점                              |
| --------------------- | --------------------------------- | --------------------------------- | --------------------------------- | --------------------------------- | --------------------------------- | --------------------------------- | --------------------------------- | --------------------------------- | --------------------------------- |
| 1930년                | 독립 이전 (체코슬로바키아의 일부) | 독립 이전 (체코슬로바키아의 일부) | 독립 이전 (체코슬로바키아의 일부) | 독립 이전 (체코슬로바키아의 일부) | 독립 이전 (체코슬로바키아의 일부) | 독립 이전 (체코슬로바키아의 일부) | 독립 이전 (체코슬로바키아의 일부) | 독립 이전 (체코슬로바키아의 일부) | 독립 이전 (체코슬로바키아의 일부) |
| 1934년                | 독립 이전 (체코슬로바키아의 일부) | 독립 이전 (체코슬로바키아의 일부) | 독립 이전 (체코슬로바키아의 일부) | 독립 이전 (체코슬로바키아의 일부) | 독립 이전 (체코슬로바키아의 일부) | 독립 이전 (체코슬로바키아의 일부) | 독립 이전 (체코슬로바키아의 일부) | 독립 이전 (체코슬로바키아의 일부) | 독립 이전 (체코슬로바키아의 일부) |
| 1938년                | 독립 이전 (체코슬로바키아의 일부) | 독립 이전 (체코슬로바키아의 일부) | 독립 이전 (체코슬로바키아의 일부) | 독립 이전 (체코슬로바키아의 일부) | 독립 이전 (체코슬로바키아의 일부) | 독립 이전 (체코슬로바키아의 일부) | 독립 이전 (체코슬로바키아의 일부) | 독립 이전 (체코슬로바키아의 일부) | 독립 이전 (체코슬로바키아의 일부) |
| 1950년                | 독립 이전 (체코슬로바키아의 일부) | 독립 이전 (체코슬로바키아의 일부) | 독립 이전 (체코슬로바키아의 일부) | 독립 이전 (체코슬로바키아의 일부) | 독립 이전 (체코슬로바키아의 일부) | 독립 이전 (체코슬로바키아의 일부) | 독립 이전 (체코슬로바키아의 일부) | 독립 이전 (체코슬로바키아의 일부) | 독립 이전 (체코슬로바키아의 일부) |
| 1954년                | 독립 이전 (체코슬로바키아의 일부) | 독립 이전 (체코슬로바키아의 일부) | 독립 이전 (체코슬로바키아의 일부) | 독립 이전 (체코슬로바키아의 일부) | 독립 이전 (체코슬로바키아의 일부) | 독립 이전 (체코슬로바키아의 일부) | 독립 이전 (체코슬로바키아의 일부) | 독립 이전 (체코슬로바키아의 일부) | 독립 이전 (체코슬로바키아의 일부) |
| 1958년                | 독립 이전 (체코슬로바키아의 일부) | 독립 이전 (체코슬로바키아의 일부) | 독립 이전 (체코슬로바키아의 일부) | 독립 이전 (체코슬로바키아의 일부) | 독립 이전 (체코슬로바키아의 일부) | 독립 이전 (체코슬로바키아의 일부) | 독립 이전 (체코슬로바키아의 일부) | 독립 이전 (체코슬로바키아의 일부) | 독립 이전 (체코슬로바키아의 일부) |
| 1962년                | 독립 이전 (체코슬로바키아의 일부) | 독립 이전 (체코슬로바키아의 일부) | 독립 이전 (체코슬로바키아의 일부) | 독립 이전 (체코슬로바키아의 일부) | 독립 이전 (체코슬로바키아의 일부) | 독립 이전 (체코슬로바키아의 일부) | 독립 이전 (체코슬로바키아의 일부) | 독립 이전 (체코슬로바키아의 일부) | 독립 이전 (체코슬로바키아의 일부) |
| 1966년                | 독립 이전 (체코슬로바키아의 일부) | 독립 이전 (체코슬로바키아의 일부) | 독립 이전 (체코슬로바키아의 일부) | 독립 이전 (체코슬로바키아의 일부) | 독립 이전 (체코슬로바키아의 일부) | 독립 이전 (체코슬로바키아의 일부) | 독립 이전 (체코슬로바키아의 일부) | 독립 이전 (체코슬로바키아의 일부) | 독립 이전 (체코슬로바키아의 일부) |
| 1970년                | 독립 이전 (체코슬로바키아의 일부) | 독립 이전 (체코슬로바키아의 일부) | 독립 이전 (체코슬로바키아의 일부) | 독립 이전 (체코슬로바키아의 일부) | 독립 이전 (체코슬로바키아의 일부) | 독립 이전 (체코슬로바키아의 일부) | 독립 이전 (체코슬로바키아의 일부) | 독립 이전 (체코슬로바키아의 일부) | 독립 이전 (체코슬로바키아의 일부) |
| 1974년                | 독립 이전 (체코슬로바키아의 일부) | 독립 이전 (체코슬로바키아의 일부) | 독립 이전 (체코슬로바키아의 일부) | 독립 이전 (체코슬로바키아의 일부) | 독립 이전 (체코슬로바키아의 일부) | 독립 이전 (체코슬로바키아의 일부) | 독립 이전 (체코슬로바키아의 일부) | 독립 이전 (체코슬로바키아의 일부) | 독립 이전 (체코슬로바키아의 일부) |
| 1978년                | 독립 이전 (체코슬로바키아의 일부) | 독립 이전 (체코슬로바키아의 일부) | 독립 이전 (체코슬로바키아의 일부) | 독립 이전 (체코슬로바키아의 일부) | 독립 이전 (체코슬로바키아의 일부) | 독립 이전 (체코슬로바키아의 일부) | 독립 이전 (체코슬로바키아의 일부) | 독립 이전 (체코슬로바키아의 일부) | 독립 이전 (체코슬로바키아의 일부) |
| 1982년                | 독립 이전 (체코슬로바키아의 일부) | 독립 이전 (체코슬로바키아의 일부) | 독립 이전 (체코슬로바키아의 일부) | 독립 이전 (체코슬로바키아의 일부) | 독립 이전 (체코슬로바키아의 일부) | 독립 이전 (체코슬로바키아의 일부) | 독립 이전 (체코슬로바키아의 일부) | 독립 이전 (체코슬로바키아의 일부) | 독립 이전 (체코슬로바키아의 일부) |
| 1986년                | 독립 이전 (체코슬로바키아의 일부) | 독립 이전 (체코슬로바키아의 일부) | 독립 이전 (체코슬로바키아의 일부) | 독립 이전 (체코슬로바키아의 일부) | 독립 이전 (체코슬로바키아의 일부) | 독립 이전 (체코슬로바키아의 일부) | 독립 이전 (체코슬로바키아의 일부) | 독립 이전 (체코슬로바키아의 일부) | 독립 이전 (체코슬로바키아의 일부) |
| 1990년                | 독립 이전 (체코슬로바키아의 일부) | 독립 이전 (체코슬로바키아의 일부) | 독립 이전 (체코슬로바키아의 일부) | 독립 이전 (체코슬로바키아의 일부) | 독립 이전 (체코슬로바키아의 일부) | 독립 이전 (체코슬로바키아의 일부) | 독립 이전 (체코슬로바키아의 일부) | 독립 이전 (체코슬로바키아의 일부) | 독립 이전 (체코슬로바키아의 일부) |
| 1994년                | 독립 이전 (체코슬로바키아의 일부) | 독립 이전 (체코슬로바키아의 일부) | 독립 이전 (체코슬로바키아의 일부) | 독립 이전 (체코슬로바키아의 일부) | 독립 이전 (체코슬로바키아의 일부) | 독립 이전 (체코슬로바키아의 일부) | 독립 이전 (체코슬로바키아의 일부) | 독립 이전 (체코슬로바키아의 일부) | 독립 이전 (체코슬로바키아의 일부) |
| 1998년                | 예선 탈락                         | 예선 탈락                         | 예선 탈락                         | 예선 탈락                         | 예선 탈락                         | 예선 탈락                         | 예선 탈락                         | 예선 탈락                         | 예선 탈락                         |
| 2002년                | 예선 탈락                         | 예선 탈락                         | 예선 탈락                         | 예선 탈락                         | 예선 탈락                         | 예선 탈락                         | 예선 탈락                         | 예선 탈락                         | 예선 탈락                         |
| 2006년                | 예선 탈락                         | 예선 탈락                         | 예선 탈락                         | 예선 탈락                         | 예선 탈락                         | 예선 탈락                         | 예선 탈락                         | 예선 탈락                         | 예선 탈락                         |
| 2010년                | 16강                              | 16위                              | 4                                 | 1                                 | 1                                 | 2                                 | 5                                 | 7                                 | 4                                 |
| 2014년                | 예선 탈락                         | 예선 탈락                         | 예선 탈락                         | 예선 탈락                         | 예선 탈락                         | 예선 탈락                         | 예선 탈락                         | 예선 탈락                         | 예선 탈락                         |
| 2018년                | 예선 탈락                         | 예선 탈락                         | 예선 탈락                         | 예선 탈락                         | 예선 탈락                         | 예선 탈락                         | 예선 탈락                         | 예선 탈락                         | 예선 탈락                         |
| 2022년                | 예선 탈락                         | 예선 탈락                         | 예선 탈락                         | 예선 탈락                         | 예선 탈락                         | 예선 탈락                         | 예선 탈락                         | 예선 탈락                         | 예선 탈락                         |
| 2026년                |                                   |                                   |                                   |                                   |                                   |                                   |                                   |                                   |                                   |
| 2030년                |                                   |                                   |                                   |                                   |                                   |                                   |                                   |                                   |                                   |
| 2034년                |                                   |                                   |                                   |                                   |                                   |                                   |                                   |                                   |                                   |
| 합계                  | 1회 진출(1/6)                     | 16강(1회)                         | 4                                 | 1                                 | 1                                 | 2                                 | 5                                 | 7                                 | 4                                 |
| 순위                  | FIFA 월드컵 역대 순위 : 56위      | FIFA 월드컵 역대 순위 : 56위      | FIFA 월드컵 역대 순위 : 56위      | FIFA 월드컵 역대 순위 : 56위      | FIFA 월드컵 역대 순위 : 56위      | FIFA 월드컵 역대 순위 : 56위      | FIFA 월드컵 역대 순위 : 56위      | FIFA 월드컵 역대 순위 : 56위      | FIFA 월드컵 역대 순위 : 56위      |

## FIFA 월드컵(예선)
| FIFA 월드컵 예선 기록 | FIFA 월드컵 예선 기록                    | FIFA 월드컵 예선 기록                    | FIFA 월드컵 예선 기록                    | FIFA 월드컵 예선 기록                    | FIFA 월드컵 예선 기록                    | FIFA 월드컵 예선 기록                    | FIFA 월드컵 예선 기록                    | FIFA 월드컵 예선 기록                    | FIFA 월드컵 예선 기록                    |
| 년도                  | 경기                                     | 승                                       | 무*                                      | 패                                       | 득점                                     | 실점                                     | 승점                                     |                                          |                                          |
| --------------------- | ---------------------------------------- | ---------------------------------------- | ---------------------------------------- | ---------------------------------------- | ---------------------------------------- | ---------------------------------------- | ---------------------------------------- | ---------------------------------------- | ---------------------------------------- |
| 1930년                | 독립 이전 (체코슬로바키아의 일부)        | 독립 이전 (체코슬로바키아의 일부)        | 독립 이전 (체코슬로바키아의 일부)        | 독립 이전 (체코슬로바키아의 일부)        | 독립 이전 (체코슬로바키아의 일부)        | 독립 이전 (체코슬로바키아의 일부)        | 독립 이전 (체코슬로바키아의 일부)        | 독립 이전 (체코슬로바키아의 일부)        | 독립 이전 (체코슬로바키아의 일부)        |
| 1934년                | 독립 이전 (체코슬로바키아의 일부)        | 독립 이전 (체코슬로바키아의 일부)        | 독립 이전 (체코슬로바키아의 일부)        | 독립 이전 (체코슬로바키아의 일부)        | 독립 이전 (체코슬로바키아의 일부)        | 독립 이전 (체코슬로바키아의 일부)        | 독립 이전 (체코슬로바키아의 일부)        | 독립 이전 (체코슬로바키아의 일부)        | 독립 이전 (체코슬로바키아의 일부)        |
| 1938년                | 독립 이전 (체코슬로바키아의 일부)        | 독립 이전 (체코슬로바키아의 일부)        | 독립 이전 (체코슬로바키아의 일부)        | 독립 이전 (체코슬로바키아의 일부)        | 독립 이전 (체코슬로바키아의 일부)        | 독립 이전 (체코슬로바키아의 일부)        | 독립 이전 (체코슬로바키아의 일부)        | 독립 이전 (체코슬로바키아의 일부)        | 독립 이전 (체코슬로바키아의 일부)        |
| 1950년                | 독립 이전 (체코슬로바키아의 일부)        | 독립 이전 (체코슬로바키아의 일부)        | 독립 이전 (체코슬로바키아의 일부)        | 독립 이전 (체코슬로바키아의 일부)        | 독립 이전 (체코슬로바키아의 일부)        | 독립 이전 (체코슬로바키아의 일부)        | 독립 이전 (체코슬로바키아의 일부)        | 독립 이전 (체코슬로바키아의 일부)        | 독립 이전 (체코슬로바키아의 일부)        |
| 1954년                | 독립 이전 (체코슬로바키아의 일부)        | 독립 이전 (체코슬로바키아의 일부)        | 독립 이전 (체코슬로바키아의 일부)        | 독립 이전 (체코슬로바키아의 일부)        | 독립 이전 (체코슬로바키아의 일부)        | 독립 이전 (체코슬로바키아의 일부)        | 독립 이전 (체코슬로바키아의 일부)        | 독립 이전 (체코슬로바키아의 일부)        | 독립 이전 (체코슬로바키아의 일부)        |
| 1958년                | 독립 이전 (체코슬로바키아의 일부)        | 독립 이전 (체코슬로바키아의 일부)        | 독립 이전 (체코슬로바키아의 일부)        | 독립 이전 (체코슬로바키아의 일부)        | 독립 이전 (체코슬로바키아의 일부)        | 독립 이전 (체코슬로바키아의 일부)        | 독립 이전 (체코슬로바키아의 일부)        | 독립 이전 (체코슬로바키아의 일부)        | 독립 이전 (체코슬로바키아의 일부)        |
| 1962년                | 독립 이전 (체코슬로바키아의 일부)        | 독립 이전 (체코슬로바키아의 일부)        | 독립 이전 (체코슬로바키아의 일부)        | 독립 이전 (체코슬로바키아의 일부)        | 독립 이전 (체코슬로바키아의 일부)        | 독립 이전 (체코슬로바키아의 일부)        | 독립 이전 (체코슬로바키아의 일부)        | 독립 이전 (체코슬로바키아의 일부)        | 독립 이전 (체코슬로바키아의 일부)        |
| 1966년                | 독립 이전 (체코슬로바키아의 일부)        | 독립 이전 (체코슬로바키아의 일부)        | 독립 이전 (체코슬로바키아의 일부)        | 독립 이전 (체코슬로바키아의 일부)        | 독립 이전 (체코슬로바키아의 일부)        | 독립 이전 (체코슬로바키아의 일부)        | 독립 이전 (체코슬로바키아의 일부)        | 독립 이전 (체코슬로바키아의 일부)        | 독립 이전 (체코슬로바키아의 일부)        |
| 1970년                | 독립 이전 (체코슬로바키아의 일부)        | 독립 이전 (체코슬로바키아의 일부)        | 독립 이전 (체코슬로바키아의 일부)        | 독립 이전 (체코슬로바키아의 일부)        | 독립 이전 (체코슬로바키아의 일부)        | 독립 이전 (체코슬로바키아의 일부)        | 독립 이전 (체코슬로바키아의 일부)        | 독립 이전 (체코슬로바키아의 일부)        | 독립 이전 (체코슬로바키아의 일부)        |
| 1974년                | 독립 이전 (체코슬로바키아의 일부)        | 독립 이전 (체코슬로바키아의 일부)        | 독립 이전 (체코슬로바키아의 일부)        | 독립 이전 (체코슬로바키아의 일부)        | 독립 이전 (체코슬로바키아의 일부)        | 독립 이전 (체코슬로바키아의 일부)        | 독립 이전 (체코슬로바키아의 일부)        | 독립 이전 (체코슬로바키아의 일부)        | 독립 이전 (체코슬로바키아의 일부)        |
| 1978년                | 독립 이전 (체코슬로바키아의 일부)        | 독립 이전 (체코슬로바키아의 일부)        | 독립 이전 (체코슬로바키아의 일부)        | 독립 이전 (체코슬로바키아의 일부)        | 독립 이전 (체코슬로바키아의 일부)        | 독립 이전 (체코슬로바키아의 일부)        | 독립 이전 (체코슬로바키아의 일부)        | 독립 이전 (체코슬로바키아의 일부)        | 독립 이전 (체코슬로바키아의 일부)        |
| 1982년                | 독립 이전 (체코슬로바키아의 일부)        | 독립 이전 (체코슬로바키아의 일부)        | 독립 이전 (체코슬로바키아의 일부)        | 독립 이전 (체코슬로바키아의 일부)        | 독립 이전 (체코슬로바키아의 일부)        | 독립 이전 (체코슬로바키아의 일부)        | 독립 이전 (체코슬로바키아의 일부)        | 독립 이전 (체코슬로바키아의 일부)        | 독립 이전 (체코슬로바키아의 일부)        |
| 1986년                | 독립 이전 (체코슬로바키아의 일부)        | 독립 이전 (체코슬로바키아의 일부)        | 독립 이전 (체코슬로바키아의 일부)        | 독립 이전 (체코슬로바키아의 일부)        | 독립 이전 (체코슬로바키아의 일부)        | 독립 이전 (체코슬로바키아의 일부)        | 독립 이전 (체코슬로바키아의 일부)        | 독립 이전 (체코슬로바키아의 일부)        | 독립 이전 (체코슬로바키아의 일부)        |
| 1990년                | 독립 이전 (체코슬로바키아의 일부)        | 독립 이전 (체코슬로바키아의 일부)        | 독립 이전 (체코슬로바키아의 일부)        | 독립 이전 (체코슬로바키아의 일부)        | 독립 이전 (체코슬로바키아의 일부)        | 독립 이전 (체코슬로바키아의 일부)        | 독립 이전 (체코슬로바키아의 일부)        | 독립 이전 (체코슬로바키아의 일부)        | 독립 이전 (체코슬로바키아의 일부)        |
| 1994년                | 독립 이전 (체코슬로바키아의 일부)        | 독립 이전 (체코슬로바키아의 일부)        | 독립 이전 (체코슬로바키아의 일부)        | 독립 이전 (체코슬로바키아의 일부)        | 독립 이전 (체코슬로바키아의 일부)        | 독립 이전 (체코슬로바키아의 일부)        | 독립 이전 (체코슬로바키아의 일부)        | 독립 이전 (체코슬로바키아의 일부)        | 독립 이전 (체코슬로바키아의 일부)        |
| 1998년                | 10                                       | 5                                        | 1                                        | 4                                        | 18                                       | 14                                       | 16                                       |                                          |                                          |
| 2002년                | 10                                       | 5                                        | 2                                        | 3                                        | 16                                       | 9                                        | 17                                       |                                          |                                          |
| 2006년                | 14                                       | 6                                        | 6                                        | 2                                        | 26                                       | 14                                       | 24                                       |                                          |                                          |
| 2010년                | 10                                       | 7                                        | 1                                        | 2                                        | 22                                       | 10                                       | 22                                       |                                          |                                          |
| 2014년                | 10                                       | 3                                        | 4                                        | 3                                        | 11                                       | 10                                       | 13                                       |                                          |                                          |
| 2018년                | 10                                       | 6                                        | 0                                        | 4                                        | 17                                       | 7                                        | 18                                       |                                          |                                          |
| 합계                  | 64                                       | 32                                       | 14                                       | 18                                       | 110                                      | 64                                       | 110                                      |                                          |                                          |
| 순위                  | 월드컵 예선 승점 순위 : 76위 (유럽 31위) | 월드컵 예선 승점 순위 : 76위 (유럽 31위) | 월드컵 예선 승점 순위 : 76위 (유럽 31위) | 월드컵 예선 승점 순위 : 76위 (유럽 31위) | 월드컵 예선 승점 순위 : 76위 (유럽 31위) | 월드컵 예선 승점 순위 : 76위 (유럽 31위) | 월드컵 예선 승점 순위 : 76위 (유럽 31위) | 월드컵 예선 승점 순위 : 76위 (유럽 31위) | 월드컵 예선 승점 순위 : 76위 (유럽 31위) |

## UEFA 유럽 축구 선수권 대회(본선)
| UEFA 유로컵 본선 기록 | UEFA 유로컵 본선 기록                  | UEFA 유로컵 본선 기록                  | UEFA 유로컵 본선 기록                  | UEFA 유로컵 본선 기록                  | UEFA 유로컵 본선 기록                  | UEFA 유로컵 본선 기록                  | UEFA 유로컵 본선 기록                  | UEFA 유로컵 본선 기록                  | UEFA 유로컵 본선 기록                  |
| 년도                  | 결과                                   | 순위                                   | 경기                                   | 승                                     | 무*                                    | 패                                     | 득점                                   | 실점                                   | 승점                                   |
| --------------------- | -------------------------------------- | -------------------------------------- | -------------------------------------- | -------------------------------------- | -------------------------------------- | -------------------------------------- | -------------------------------------- | -------------------------------------- | -------------------------------------- |
| 1960년                | 독립 이전 (체코슬로바키아의 일부)      | 독립 이전 (체코슬로바키아의 일부)      | 독립 이전 (체코슬로바키아의 일부)      | 독립 이전 (체코슬로바키아의 일부)      | 독립 이전 (체코슬로바키아의 일부)      | 독립 이전 (체코슬로바키아의 일부)      | 독립 이전 (체코슬로바키아의 일부)      | 독립 이전 (체코슬로바키아의 일부)      | 독립 이전 (체코슬로바키아의 일부)      |
| 1964년                | 독립 이전 (체코슬로바키아의 일부)      | 독립 이전 (체코슬로바키아의 일부)      | 독립 이전 (체코슬로바키아의 일부)      | 독립 이전 (체코슬로바키아의 일부)      | 독립 이전 (체코슬로바키아의 일부)      | 독립 이전 (체코슬로바키아의 일부)      | 독립 이전 (체코슬로바키아의 일부)      | 독립 이전 (체코슬로바키아의 일부)      | 독립 이전 (체코슬로바키아의 일부)      |
| 1968년                | 독립 이전 (체코슬로바키아의 일부)      | 독립 이전 (체코슬로바키아의 일부)      | 독립 이전 (체코슬로바키아의 일부)      | 독립 이전 (체코슬로바키아의 일부)      | 독립 이전 (체코슬로바키아의 일부)      | 독립 이전 (체코슬로바키아의 일부)      | 독립 이전 (체코슬로바키아의 일부)      | 독립 이전 (체코슬로바키아의 일부)      | 독립 이전 (체코슬로바키아의 일부)      |
| 1972년                | 독립 이전 (체코슬로바키아의 일부)      | 독립 이전 (체코슬로바키아의 일부)      | 독립 이전 (체코슬로바키아의 일부)      | 독립 이전 (체코슬로바키아의 일부)      | 독립 이전 (체코슬로바키아의 일부)      | 독립 이전 (체코슬로바키아의 일부)      | 독립 이전 (체코슬로바키아의 일부)      | 독립 이전 (체코슬로바키아의 일부)      | 독립 이전 (체코슬로바키아의 일부)      |
| 1976년                | 독립 이전 (체코슬로바키아의 일부)      | 독립 이전 (체코슬로바키아의 일부)      | 독립 이전 (체코슬로바키아의 일부)      | 독립 이전 (체코슬로바키아의 일부)      | 독립 이전 (체코슬로바키아의 일부)      | 독립 이전 (체코슬로바키아의 일부)      | 독립 이전 (체코슬로바키아의 일부)      | 독립 이전 (체코슬로바키아의 일부)      | 독립 이전 (체코슬로바키아의 일부)      |
| 1980년                | 독립 이전 (체코슬로바키아의 일부)      | 독립 이전 (체코슬로바키아의 일부)      | 독립 이전 (체코슬로바키아의 일부)      | 독립 이전 (체코슬로바키아의 일부)      | 독립 이전 (체코슬로바키아의 일부)      | 독립 이전 (체코슬로바키아의 일부)      | 독립 이전 (체코슬로바키아의 일부)      | 독립 이전 (체코슬로바키아의 일부)      | 독립 이전 (체코슬로바키아의 일부)      |
| 1984년                | 독립 이전 (체코슬로바키아의 일부)      | 독립 이전 (체코슬로바키아의 일부)      | 독립 이전 (체코슬로바키아의 일부)      | 독립 이전 (체코슬로바키아의 일부)      | 독립 이전 (체코슬로바키아의 일부)      | 독립 이전 (체코슬로바키아의 일부)      | 독립 이전 (체코슬로바키아의 일부)      | 독립 이전 (체코슬로바키아의 일부)      | 독립 이전 (체코슬로바키아의 일부)      |
| 1988년                | 독립 이전 (체코슬로바키아의 일부)      | 독립 이전 (체코슬로바키아의 일부)      | 독립 이전 (체코슬로바키아의 일부)      | 독립 이전 (체코슬로바키아의 일부)      | 독립 이전 (체코슬로바키아의 일부)      | 독립 이전 (체코슬로바키아의 일부)      | 독립 이전 (체코슬로바키아의 일부)      | 독립 이전 (체코슬로바키아의 일부)      | 독립 이전 (체코슬로바키아의 일부)      |
| 1992년                | 독립 이전 (체코슬로바키아의 일부)      | 독립 이전 (체코슬로바키아의 일부)      | 독립 이전 (체코슬로바키아의 일부)      | 독립 이전 (체코슬로바키아의 일부)      | 독립 이전 (체코슬로바키아의 일부)      | 독립 이전 (체코슬로바키아의 일부)      | 독립 이전 (체코슬로바키아의 일부)      | 독립 이전 (체코슬로바키아의 일부)      | 독립 이전 (체코슬로바키아의 일부)      |
| 1996년                | 예선 탈락                              | 예선 탈락                              | 예선 탈락                              | 예선 탈락                              | 예선 탈락                              | 예선 탈락                              | 예선 탈락                              | 예선 탈락                              | 예선 탈락                              |
| 2000년                | 예선 탈락                              | 예선 탈락                              | 예선 탈락                              | 예선 탈락                              | 예선 탈락                              | 예선 탈락                              | 예선 탈락                              | 예선 탈락                              | 예선 탈락                              |
| 2004년                | 예선 탈락                              | 예선 탈락                              | 예선 탈락                              | 예선 탈락                              | 예선 탈락                              | 예선 탈락                              | 예선 탈락                              | 예선 탈락                              | 예선 탈락                              |
| 2008년                | 예선 탈락                              | 예선 탈락                              | 예선 탈락                              | 예선 탈락                              | 예선 탈락                              | 예선 탈락                              | 예선 탈락                              | 예선 탈락                              | 예선 탈락                              |
| 2012년                | 예선 탈락                              | 예선 탈락                              | 예선 탈락                              | 예선 탈락                              | 예선 탈락                              | 예선 탈락                              | 예선 탈락                              | 예선 탈락                              | 예선 탈락                              |
| 2016년                | 16강                                   | 14위                                   | 4                                      | 1                                      | 1                                      | 2                                      | 3                                      | 6                                      | 4                                      |
| 2020년                | 조별예선                               | 18위                                   | 3                                      | 1                                      | 0                                      | 2                                      | 2                                      | 7                                      | 3                                      |
| 2024년                | 16강                                   | 12위                                   | 4                                      | 1                                      | 1                                      | 2                                      | 4                                      | 5                                      | 4                                      |
| 2028년                |                                        |                                        |                                        |                                        |                                        |                                        |                                        |                                        |                                        |
| 2032년                |                                        |                                        |                                        |                                        |                                        |                                        |                                        |                                        |                                        |
| 합계                  | 3회 진출(3/10)                         | 16강(1회)                              | 11                                     | 3                                      | 2                                      | 4                                      | 8                                      | 11                                     | 8                                      |
| 순위                  | UEFA 유럽 축구 선수권 대회 순위 : 26위 | UEFA 유럽 축구 선수권 대회 순위 : 26위 | UEFA 유럽 축구 선수권 대회 순위 : 26위 | UEFA 유럽 축구 선수권 대회 순위 : 26위 | UEFA 유럽 축구 선수권 대회 순위 : 26위 | UEFA 유럽 축구 선수권 대회 순위 : 26위 | UEFA 유럽 축구 선수권 대회 순위 : 26위 | UEFA 유럽 축구 선수권 대회 순위 : 26위 | UEFA 유럽 축구 선수권 대회 순위 : 26위 |

## UEFA 유럽 축구 선수권 대회(예선)
| UEFA 유로컵 예선 기록 | UEFA 유로컵 예선 기록             | UEFA 유로컵 예선 기록             | UEFA 유로컵 예선 기록             | UEFA 유로컵 예선 기록             | UEFA 유로컵 예선 기록             | UEFA 유로컵 예선 기록             | UEFA 유로컵 예선 기록             | UEFA 유로컵 예선 기록      | UEFA 유로컵 예선 기록      |
| 년도                  | 경기                              | 승                                | 무*                               | 패                                | 득점                              | 실점                              | 승점                              |                            |                            |
| --------------------- | --------------------------------- | --------------------------------- | --------------------------------- | --------------------------------- | --------------------------------- | --------------------------------- | --------------------------------- | -------------------------- | -------------------------- |
| 1960년                | 독립 이전 (체코슬로바키아의 일부) | 독립 이전 (체코슬로바키아의 일부) | 독립 이전 (체코슬로바키아의 일부) | 독립 이전 (체코슬로바키아의 일부) | 독립 이전 (체코슬로바키아의 일부) | 독립 이전 (체코슬로바키아의 일부) | 독립 이전 (체코슬로바키아의 일부) |                            |                            |
| 1964년                | 독립 이전 (체코슬로바키아의 일부) | 독립 이전 (체코슬로바키아의 일부) | 독립 이전 (체코슬로바키아의 일부) | 독립 이전 (체코슬로바키아의 일부) | 독립 이전 (체코슬로바키아의 일부) | 독립 이전 (체코슬로바키아의 일부) | 독립 이전 (체코슬로바키아의 일부) |                            |                            |
| 1968년                | 독립 이전 (체코슬로바키아의 일부) | 독립 이전 (체코슬로바키아의 일부) | 독립 이전 (체코슬로바키아의 일부) | 독립 이전 (체코슬로바키아의 일부) | 독립 이전 (체코슬로바키아의 일부) | 독립 이전 (체코슬로바키아의 일부) | 독립 이전 (체코슬로바키아의 일부) |                            |                            |
| 1972년                | 독립 이전 (체코슬로바키아의 일부) | 독립 이전 (체코슬로바키아의 일부) | 독립 이전 (체코슬로바키아의 일부) | 독립 이전 (체코슬로바키아의 일부) | 독립 이전 (체코슬로바키아의 일부) | 독립 이전 (체코슬로바키아의 일부) | 독립 이전 (체코슬로바키아의 일부) |                            |                            |
| 1976년                | 독립 이전 (체코슬로바키아의 일부) | 독립 이전 (체코슬로바키아의 일부) | 독립 이전 (체코슬로바키아의 일부) | 독립 이전 (체코슬로바키아의 일부) | 독립 이전 (체코슬로바키아의 일부) | 독립 이전 (체코슬로바키아의 일부) | 독립 이전 (체코슬로바키아의 일부) |                            |                            |
| 1980년                | 독립 이전 (체코슬로바키아의 일부) | 독립 이전 (체코슬로바키아의 일부) | 독립 이전 (체코슬로바키아의 일부) | 독립 이전 (체코슬로바키아의 일부) | 독립 이전 (체코슬로바키아의 일부) | 독립 이전 (체코슬로바키아의 일부) | 독립 이전 (체코슬로바키아의 일부) |                            |                            |
| 1984년                | 독립 이전 (체코슬로바키아의 일부) | 독립 이전 (체코슬로바키아의 일부) | 독립 이전 (체코슬로바키아의 일부) | 독립 이전 (체코슬로바키아의 일부) | 독립 이전 (체코슬로바키아의 일부) | 독립 이전 (체코슬로바키아의 일부) | 독립 이전 (체코슬로바키아의 일부) |                            |                            |
| 1988년                | 독립 이전 (체코슬로바키아의 일부) | 독립 이전 (체코슬로바키아의 일부) | 독립 이전 (체코슬로바키아의 일부) | 독립 이전 (체코슬로바키아의 일부) | 독립 이전 (체코슬로바키아의 일부) | 독립 이전 (체코슬로바키아의 일부) | 독립 이전 (체코슬로바키아의 일부) |                            |                            |
| 1992년                | 독립 이전 (체코슬로바키아의 일부) | 독립 이전 (체코슬로바키아의 일부) | 독립 이전 (체코슬로바키아의 일부) | 독립 이전 (체코슬로바키아의 일부) | 독립 이전 (체코슬로바키아의 일부) | 독립 이전 (체코슬로바키아의 일부) | 독립 이전 (체코슬로바키아의 일부) |                            |                            |
| 1996년                | 10                                | 4                                 | 2                                 | 4                                 | 14                                | 18                                | 14                                |                            |                            |
| 2000년                | 10                                | 5                                 | 2                                 | 3                                 | 12                                | 9                                 | 17                                |                            |                            |
| 2004년                | 8                                 | 3                                 | 1                                 | 4                                 | 11                                | 9                                 | 10                                |                            |                            |
| 2008년                | 12                                | 5                                 | 1                                 | 6                                 | 33                                | 23                                | 16                                |                            |                            |
| 2012년                | 10                                | 4                                 | 3                                 | 3                                 | 7                                 | 10                                | 15                                |                            |                            |
| 2016년                | 10                                | 7                                 | 1                                 | 2                                 | 17                                | 8                                 | 22                                |                            |                            |
| 2020년                | 10                                | 5                                 | 2                                 | 3                                 | 15                                | 12                                | 17                                |                            |                            |
| 2024년                | 10                                | 7                                 | 1                                 | 2                                 | 17                                | 8                                 | 22                                |                            |                            |
| 합계                  | 88                                | 44                                | 14                                | 30                                | 139                               | 108                               | 146                               |                            |                            |
| 순위                  | 유로 예선 승점 순위 : 29위        | 유로 예선 승점 순위 : 29위        | 유로 예선 승점 순위 : 29위        | 유로 예선 승점 순위 : 29위        | 유로 예선 승점 순위 : 29위        | 유로 예선 승점 순위 : 29위        | 유로 예선 승점 순위 : 29위        | 유로 예선 승점 순위 : 29위 | 유로 예선 승점 순위 : 29위 |

## 하계 올림픽
| 올림픽 축구 기록 | 올림픽 축구 기록                  | 올림픽 축구 기록                  | 올림픽 축구 기록                  | 올림픽 축구 기록                  | 올림픽 축구 기록                  | 올림픽 축구 기록                  | 올림픽 축구 기록                  | 올림픽 축구 기록                  | 올림픽 축구 기록                  |
| 년도             | 결과                              | 순위                              | 경기                              | 승                                | 무*                               | 패                                | 득점                              | 실점                              | 승점                              |
| ---------------- | --------------------------------- | --------------------------------- | --------------------------------- | --------------------------------- | --------------------------------- | --------------------------------- | --------------------------------- | --------------------------------- | --------------------------------- |
| 1992년 이전      | 독립 이전 (체코슬로바키아의 일부) | 독립 이전 (체코슬로바키아의 일부) | 독립 이전 (체코슬로바키아의 일부) | 독립 이전 (체코슬로바키아의 일부) | 독립 이전 (체코슬로바키아의 일부) | 독립 이전 (체코슬로바키아의 일부) | 독립 이전 (체코슬로바키아의 일부) | 독립 이전 (체코슬로바키아의 일부) | 독립 이전 (체코슬로바키아의 일부) |
| 1996년           | 진출 실패                         | 진출 실패                         | 진출 실패                         | 진출 실패                         | 진출 실패                         | 진출 실패                         | 진출 실패                         | 진출 실패                         | 진출 실패                         |
| 2000년           | 조별리그                          | 13위                              | 3                                 | 1                                 | 0                                 | 2                                 | 4                                 | 6                                 | 3                                 |
| 2004년           | 진출 실패                         | 진출 실패                         | 진출 실패                         | 진출 실패                         | 진출 실패                         | 진출 실패                         | 진출 실패                         | 진출 실패                         | 진출 실패                         |
| 2008년           | 진출 실패                         | 진출 실패                         | 진출 실패                         | 진출 실패                         | 진출 실패                         | 진출 실패                         | 진출 실패                         | 진출 실패                         | 진출 실패                         |
| 2012년           | 진출 실패                         | 진출 실패                         | 진출 실패                         | 진출 실패                         | 진출 실패                         | 진출 실패                         | 진출 실패                         | 진출 실패                         | 진출 실패                         |
| 2016년           | 진출 실패                         | 진출 실패                         | 진출 실패                         | 진출 실패                         | 진출 실패                         | 진출 실패                         | 진출 실패                         | 진출 실패                         | 진출 실패                         |
| 합계             | 1회 진출(1/6)                     | 조별리그(1회)                     | 3                                 | 1                                 | 0                                 | 2                                 | 4                                 | 6                                 | 3                                 |

## 현재 선수 명단
일자: 2023년 11월 18일

종류:최종 명단

출장 수와 골 수 기준: 2023년 11월 18일 전 이후
| 1  | GK | 마르틴 두브라우카     | 1989년 1월 15일(36세)  | 25  | 0  | 뉴캐슬 유나이티드   |  |  |
| 12 | GK | 두샨 쿠치아크         | 1985년 5월 21일(39세)  | 14  | 0  | 레히아 그단스크     |  |  |
| 23 | GK | 마레크 로다크         | 1996년 12월 13일(28세) | 6   | 0  | 풀럼                |  |  |
|    |    |                       |                        |     |    |                     |  |  |
| 2  | DF | 페테르 페카리크       | 1986년 10월 30일(38세) | 100 | 2  | 헤르타 BSC          |  |  |
| 3  | DF | 데니스 바우로         | 1996년 4월 10일(28세)  | 12  | 1  | 우에스카            |  |  |
| 4  | DF | 마르틴 발렌트         | 1995년 12월 11일(29세) | 9   | 0  | 마요르카            |  |  |
| 5  | DF | 류보미르 샤트카       | 1995년 12월 2일(29세)  | 13  | 0  | 레흐 포즈난         |  |  |
| 14 | DF | 밀란 슈크리니아르     | 1995년 2월 11일(30세)  | 39  | 2  | 파리 생제르맹       |  |  |
| 15 | DF | 토마시 후보찬         | 1985년 9월 17일(39세)  | 69  | 0  | 오모니아            |  |  |
| 16 | DF | 다비트 한츠코         | 1997년 12월 13일(27세) | 14  | 1  | 스파르타 프라하     |  |  |
| 24 | DF | 마르틴 코스첼니크     | 1995년 3월 2일(30세)   | 4   | 0  | 슬로반 리베레츠     |  |  |
|    |    |                       |                        |     |    |                     |  |  |
| 6  | MF | 얀 그레구시           | 1991년 1월 29일(34세)  | 34  | 4  | 미네소타 유나이티드 |  |  |
| 7  | MF | 블라디미르 베이스     | 1989년 11월 30일(35세) | 68  | 7  | 슬로반 브라티슬라바 |  |  |
| 8  | MF | 온드레이 두다         | 1994년 12월 5일(30세)  | 44  | 5  | 1. FC 쾰른          |  |  |
| 10 | MF | 토마시 수슬로우       | 2002년 6월 7일(22세)   | 3   | 0  | 흐로닝언            |  |  |
| 11 | MF | 라슬로 베네스         | 1997년 9월 9일(27세)   | 4   | 1  | FC 아우크스부르크   |  |  |
| 13 | MF | 파트리크 흐로쇼우스키 | 1992년 4월 22일(32세)  | 35  | 0  | 헹크                |  |  |
| 17 | MF | 마레크 함시크 (주장)  | 1987년 7월 27일(37세)  | 126 | 26 | 예테보리            |  |  |
| 18 | MF | 루카시 하라슬린       | 1996년 5월 26일(28세)  | 14  | 1  | 사수올로            |  |  |
| 19 | MF | 유라이 쿠츠카         | 1987년 2월 26일(38세)  | 82  | 10 | 파르마              |  |  |
| 20 | MF | 로베르트 마크         | 1991년 3월 8일(34세)   | 65  | 14 | 페렌츠바로시        |  |  |
| 22 | MF | 스타니슬라우 로보트카 | 1994년 11월 25일(30세) | 28  | 3  | 나폴리              |  |  |
| 25 | MF | 야쿠프 흐로마다       | 1996년 5월 25일(28세)  | 1   | 0  | 슬라비아 프라하     |  |  |
|    |    |                       |                        |     |    |                     |  |  |
| 9  | FW | 로베르트 보제니크     | 1999년 11월 18일(25세) | 16  | 4  | 페예노르트          |  |  |
| 21 | FW | 미할 듀리시           | 1988년 6월 1일(36세)   | 55  | 7  | 오모니아            |  |  |
| 26 | FW | 이반 슈란스           | 1993년 9월 13일(31세)  | 7   | 1  | 야블로네츠          |  |  |

## 주목할 만한 선수
- 마르틴 슈크르텔
- 마레크 함시크
- 미로슬라우 카르한
- 로베르트 비테크
- 마레크 민탈
- 마레크 체흐
- 미로슬라우 스토흐
- 블라디미르 베이스 (1989년) - 블라디미르 베이스 감독의 아들

## 역대 감독
| 감독                | 임기        |
| ------------------- | ----------- |
| 페르디난트 다우치크 | 1942 ~ 1944 |